# Dyssomnie
Dyssomnie ist in der medizinischen Fachsprache der Oberbegriff für ein von der Norm abweichendes Schlafverhalten (engl.: Sleep disorder). Dabei kann es sich um ein
- Zu-wenig, also beispielsweise Ein- und Durchschlafstörungen (Insomnie) oder ein
- Zu-viel an Schlaf, also beispielsweise ein vermehrtes Schlafbedürfnis handeln (Hypersomnie).

Problematisch bei dieser Einteilung ist der Umstand, dass es eine wissenschaftlich exakte Quantifizierung für eine notwendige Schlafmenge nicht gibt. Bei vielen Schlafstörungen die infolge einer Grunderkrankung auftreten, können nebeneinander Symptome von Insomnien, Hypersomnien, Parasomnien und schlafbezogenen Atmungsstörungen auftreten.
In einer früheren Fassung des Klassifikationssystems für Schlafstörungen International Classification of Sleep Disorders (ICSD), der bis 2005 verwendeten ICSD-R, waren insomnische und hypersomnische Krankheitsbildern in einer Gruppe der Dyssomnien enthalten.
Als Protodyssomnien werden die vor allem bei Säuglingen und bei Kindern bis zum Vorschulalter stark verbreiteten verhaltensbedingten Einschlaf- und Durchschlafstörungen bezeichnet. Mehr darüber im Artikel Schlaftraining.